# 银色风潮
银色风潮，又称银色跌落风潮、化宝银问题，是1908年天津爆发的一场金融危机，又因为外商卷入演变为一场外交危机。

## 背景
天津在1860年开埠之前主要流行白宝银和化宝银两种实银两：所谓白宝银号称十足纹银，实际上是二八宝；所谓化宝银，也称行平化宝银，即行化银，在天津与白宝银的规定汇价为1000:992。开埠以后逐渐形成了以成色992‰的化宝银为核心的交易制度。外来的银两到了天津，都必须交由炉房改铸为化宝银，然后才能使用。天津的炉房实行同业互相担保的制度，官府向来不过问银两成色，因此也没有监管机构。在1900年以前，各家炉房信用较好，铸造的化宝银成色比较稳定，金融市场较为安定。
1900年八国联军侵华，掠夺北京、天津市面近7000万两现银，导致天津市面缺乏现银。在八国联军占领期间天津市场一片混乱，天津市面原来铸造现银的炉房也遭受重创，战前统计最多时19家里变成只有2家存活下来，战后又新开10家，因此天津流通银两逐渐转为私铸为主，质量下滑，成色逐渐不足。根据日本学者宫下忠雄的统计，这一时期铸造的化宝银的成色在965‰至990‰，显然已经达不到992‰的原定标准。1902年袁世凯从八国联军手上接收天津，天津市场因为缺乏现银，银票贴现率高达25%，于是一上台就下令禁止贴现，结果导致金融市场震动、钱庄大规模倒闭。根据劣币驱逐良币的原理，这些劣质银两很快占据天津市场主导地位，天津化宝银与白宝银之间的汇率也开始失衡，中外商人为了避免损失纷纷囤积化宝银，等价格回升再换出，这进一步加剧了天津市场货币短缺的局面。1905年，有鉴于天津市面化宝银成色成色不足，天津商会向直隶总督袁世凯提议设立公估局，但袁世凯怀疑商人借公估化宝银之名营私舞弊，断然拒绝了这一请求，错过了弥补损失的时机。

## 经过
1907年10月，天津官府查到天津永利钱庄使用“伪银”，结果发现前一年北京长泰炉房所售化宝银掺入铜、铝，在北京市场用不出去，于是偷偷卖给天津成珏、永利、德成等钱庄。1908年天津官炉相政府申诉市面用来纳税的化宝银成色只有965‰，导致自己蒙受损失。:348-351至1907年底，由于市场化宝银价格低落，白宝银对化宝银价格飙升，客商出现因为成色不足不能还款的情形。
1908年，在袁世凯举荐之下，蔡绍基出任津海关道台，主持金融整顿工作。2月，蔡绍基颁布命令，要求天津中外商人自3月1日起按照实际银色补齐税款，必须使用足色化宝银、白宝银或者银元、银两票缴税，引发争端。:348-351天津商界率先表态，联合41家商号抗议，不愿意多缴税，把问题全部推给炉房造假；天津10家炉房也联名抗议，指天津白宝银都用来缴税、造币了，自然价格会更高，炉房通常也是铸造价格更贵的白宝银，自1900年市面化宝银就已经很少，早就成为记账上的虚银两了，因此炉房也不愿意承担责任。蔡绍基认为，成色不足必然是有炉房铸造所致，但商家贪图便宜往往拿低色银两当作足色化宝银使用，导致这种银两越来越多，因此双方都有责任。
蔡绍基不顾商号和炉房的抗议，执意执行新法，禁止炉房铸造化宝银，考虑到商家可能没有足色银两，于是允许支付非足色化宝银，但要多交2%的补色费。蔡绍基还打算建立公估局，接受各种不足色银两熔铸为化宝银，维护市场的秩序。然而设立公估局的主张损害了外商银行的利益，因为外商银行手中有大量不足色化宝银，如果经过公估必然价值缩水，于是联合起来请出领事馆和蔡绍基交涉，并且要求退还之前补缴的税款。蔡绍基认为官府即便多收2%也不足以弥补损失，拒绝退款，于是1908年9月各国领事馆下通牒称外商毫无过错，不仅要官府退款，还以天津官府管理不善为由要求官府补齐外商成色。蔡绍基认为成色不足也不是官府责任，铸造低色银两的炉房大多在八国联军侵华前后倒闭了，当时清政府还没有收回天津，外商自己也没有尽到检查责任，把问题推给了八国联军和外商。:357-360由于蔡绍基与外商领事相持不下，天津外资银行存放的低色银两无法流入市场，加剧了天津银两不足的危机，天津的风潮也逐渐传递到上海、广州、汉口等地。
由于天津官府态度坚决，驻津的各国领事下达限期通牒，要求天津方面彻底解决此事，否则直接与北京交涉。1908年12月，各国领事会晤北洋大臣杨士骧，杨士骧担心影响外交因此一口答应了外国人的所有要求。1909年5月，各国领事再次通过驻京大臣向杨士骧施压，杨士骧要求蔡绍基尽快平息事件，蔡绍基则提出由天津商会垫付、将外国人的银两交给炉房改铸补色的方案。天津商会认为这一方案需要向各家征集银两补色，比较花时间，因此请求从官银号借钱筹款，官银号则以数额太大拒绝，最后补色费用还是要商会筹资。日本领事进一步施压，拒绝商会只要公估即可流通的方案，要求商会必须改铸，并且降低改铸费用。商会不得不在1910年5月开始统计补色金额，最后统计出7000多两，但因为天津各家钱庄都缺乏银两，机构倒闭很多，补款筹集异常困难，结果一直到1911年2月21日才完成筹资支付给外国银行。然而商会垫付的款项，直到民国建立仍没有偿还，最终政府只支付了30%的金额，实际上是由商会承担损失。